# Frappe Love
Frappe Love è un cortometraggio muto del 1913 diretto da Dell Henderson.

## Trama
L'avventata Bessie si accorge che la madre vedova si è innamorata di un uomo.

## Produzione
Il film fu prodotto dalla Biograph Company.

## Distribuzione
Distribuito dalla General Film Company, il film - un cortometraggio di 150 metri (split reel) - uscì nelle sale cinematografiche USA l'8 maggio 1913. Nelle proiezioni, veniva programmato con il sistema dello split reel, accorpato in un'unica bobina con un altro cortometraggio prodotto dalla Biograph, la commedia The Coveted Prize.